# Czapsy

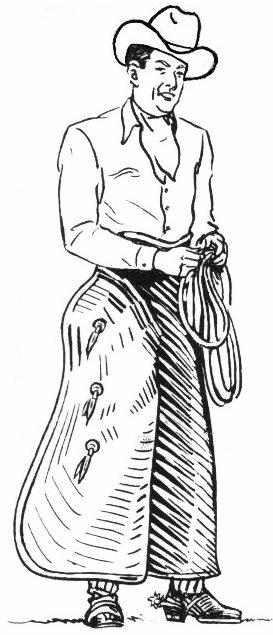
Kowboj w czapsach

Czapsy – rodzaj długich, najczęściej wykonanych ze skóry ochraniaczy na nogi jeźdźca.
Często spotykana część stroju kowbojów w westernach to typ westernowy. Osłaniają łydki, kolana i uda. Sięgają od stopy do pachwiny.

Półczapsy, Half Chaps (ang.) – zob. sztylpy.

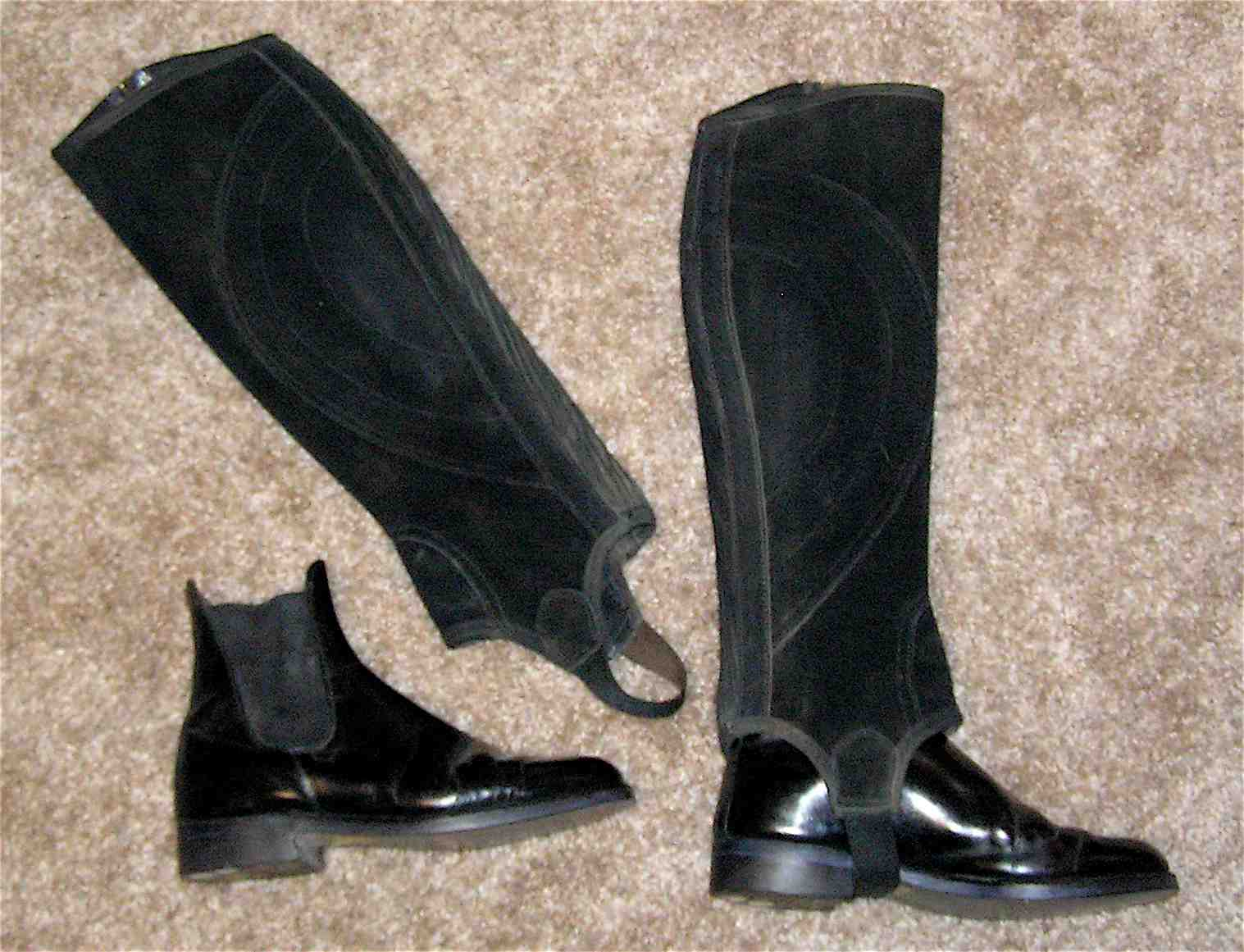
Półczapsy wraz z butami do jazdy konnej (sztybletami).